# Sid Meier’s Gettysburg!
Sid Meier’s Gettysburg! – gra komputerowa stworzona przez Sid Meiera. Jej producentem była firma Firaxis Games. Gra wydana została 13 czerwca 1997 roku przez Electronic Arts Inc., a swoją premierę w Polsce miała 23 stycznia 1998, wydana przez Cenega Poland.

## Fabuła
Sid Meier’s Gettysburg przenosi gracza w czasy wojny secesyjnej, jej fabułą jest bitwa pod Gettysburgiem, gdzie w 1863 roku starły się ze sobą wojska Unii (północy) i Konfederacji (Południe). 
Gracz ma możliwość objęcia dowództwa nad armią Unii lub Konfederacji i poprowadzenia ich do zwycięstwa. W grze dostępnych jest 25 scenariuszy i kampania (wszystkie starcia po kolei). Każdy scenariusz ma określone cele. Czasami należy za wszelkę cenę zająć ważny strategicznie punkt innym razem odeprzeć atak wroga. Za zdobycie ważnych, z militarnego punktu widzenia pozycji, gracz może otrzymać dodatkowe punkty. Armie dzielą się na brygady, te zaś na pułki. Gracz ma do dyspozycji zarówno piechotę jak i kawalerię. Kawaleria nie ma możliwości szarżowania na wroga, lecz staje do walki tak jak piechota. Konie służą jej do podjeżdżania na pole bitwy. Jej zaletą jest jednak szybkość poruszania, przydatna podczas otaczania sił wroga. Pojedyncze pułki wojsk można ustawić w trzech formacjach (tyraliera, kolumna, linia), a brygady w pięciu. Od ustawienia wojska zależy celność oraz odporność na ogień przeciwnika. Można ją zwiększyć umieszczająć oddziały w trudnym (zalesionym, skalistym) terenie lub podnosząc morale (np. wysyłając dowódcę w ich pobliże). W grze wykorzystuje się też artylerię, która umiejętnie rozlokowana może z dużej odległości skutecznie osłabić wroga. 